# Jacques Brinkman
Jacques Brinkman, född den 26 augusti 1966 i Utrecht, Nederländerna, är en nederländsk landhockeyspelare.
Han tog OS-brons i herrarnas landhockeyturnering i samband med de olympiska landhockeytävlingarna 1988 i Seoul.
Han tog OS-guld i herrarnas landhockeyturnering i samband med de olympiska landhockeytävlingarna 1996 i Atlanta.
Han tog därefter OS-guld igen i samma gren i samband med de olympiska landhockeytävlingarna 2000 i Sydney.